# Fermanville
Fermanville is een gemeente in het Franse departement Manche (regio Normandië). De plaats maakt deel uit van het arrondissement Cherbourg. Fermanville 
telde op 1 januari 2022 1.291 inwoners.

## Geografie
De oppervlakte van Fermanville bedroeg op 1 januari 2022 11,6 vierkante kilometer; de bevolkingsdichtheid was toen 111,3 inwoners per km².

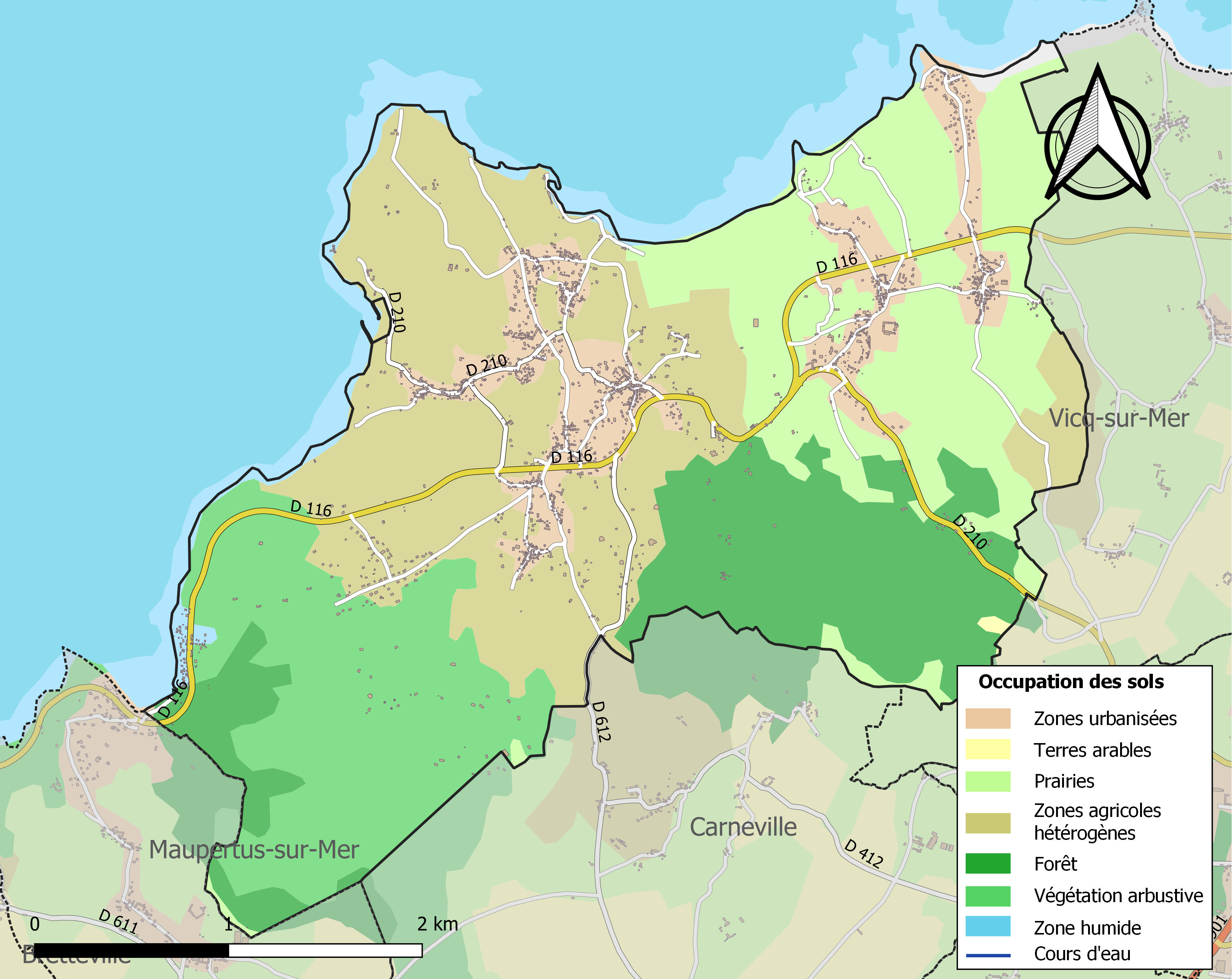
Kaart van de gemeente met de belangrijkste infrastructuur, bodemgebruik en omliggende gemeenten

## Demografie
Onderstaande figuur toont het verloop van het inwonertal (bron: INSEE-tellingen).